# Андронниково
Андро́нниково (рос. Андронниково) — село у складі Нерчинського району Забайкальського краю, Росія. Адміністративний центр Андронниковського сільського поселення.

## Населення
Населення — 161 особа (2010; 165 у 2002).
Національний склад (станом на 2002 рік):
- росіяни — 98 %